# 1862 en science-fiction
| Années de la science-fiction : 1859 - 1860 - 1861 - 1862 - 1863 - 1864 - 1865    |
| Décennies de la science-fiction : 1830 - 1840 - 1850 - 1860 - 1870 - 1880 - 1890 |

L'année 1862 a connu, en matière de science-fiction, les faits suivants.

## Naissances et décès

### Naissances
- 4 novembre : Eden Phillpotts, écrivain britannique, auteur notamment de textes relevant du fantastique et de la science-fiction, mort en 1960.

### Décès
- 6 avril : Fitz-James O'Brien, écrivain américain, né en 1828, mort à 33 ans.

## Événements
- La Pluralité des mondes habités de l'astronome Camille Flammarion spécule sur l'existence d'une vie extraterrestre[1].

## Parutions littéraires

### Romans
- L'Homme à l'oreille cassée d'Edmond About.